# Solenopsis laeviceps
Solenopsis laeviceps es una especie de hormiga del género Solenopsis, subfamilia Myrmicinae.

## Distribución
Esta especie se encuentra en Brasil, Colombia y Panamá.